# Diófás (Bihar megye)
Diófás (románul: Nucet) bányász kisváros, a Nyugati-Kárpátok alatt, Bihar megye délkeleti részén, Romániában, hozzá tartozik a tőle 2 km távol fekvő Rézbánya.

## Története
Az 1950-es években kezdődött meg a Szovjetunió számára az urántermelés Rézbánya környékén, a lakosság száma megtöbszöröződött. A román geológusok szerint 300 000 tonna uránércet bányásztak ki. Jelenleg a megmaradt hulladék komoly problémát okoz a környéknek.
A trianoni békeszerződésig Bihar vármegye vaskohi járásához tartozott. 2002-ben 1702 lakosából 0,6% magyar volt.